# Wendlingen (Neckar)
Wendlingen é uma cidade da Alemanha, no distrito de Esslingen, na região administrativa de Estugarda, estado de Baden-Württemberg.